# Maastrichtse Hockey Club
De Maastrichtse Hockey Club is een familiehockeyclub in Limburg met bijna 1000 leden. De aangeboden disciplines zijn veldhockey, zaalhockey, trimhockey en LG-hockey.

## Historie
MHC bestaat sinds 1934, maar in Maastricht wordt al sinds 1919 in verenigingsverband gehockeyd. Een voorloper van de hockeyclub was de vereniging De Maasch (1919-1926). Daarnaast heeft Maastricht ook een aparte vrouwenhockeyclub gekend, 'Carry on' (1938-1940).
Studenten die in Maastricht op niveau willen hockeyen zijn sterk vertegenwoordigd in de heren- en damesteams. De ambities bij bedrijfshockey, studentenhockey en veteranenhockey groeien. De bloeiende tak van hockey voor lichamelijk gehandicapten speelt mee in de landelijke competitie. De club draait op de kracht van vrijwilligers.
MHC is gevestigd op sportpark De Geusselt in Maastricht en beschikt over vier velden: twee watervelden, één semi-waterveld en één zandingestrooidveld.